# Раценю
Ра́ценю или Ра́цени (латыш. Rāceņu ezers, Rācenis, Rācenītis, Plaksnis, Skolas ezers) — озеро в Лаздонской волости Мадонского края Латвии. Относится к бассейну Айвиексте. Имеет рекреационный потенциал, внесено в список водоёмов с публичным доступом.

## Расположение
Озеро Раценю располагается в восточной части Аронской холмистой равнины, на высоте 133,8 м над уровнем моря, километром западнее административного центра волости — села Лаздона. Входит в состав северной части озёрной группы Лаздонас около города Мадона.

## Характеристика
| Внешние изображения | Внешние изображения         |
| ------------------- | --------------------------- |
|                     | Батиметрическая карта озера |

Представляет собой эвтрофное, стоячее озеро ледникового происхождения, протяжённостью 1 км в длину и до 700 м в ширину. Площадь водной поверхности — 34,9 га. Средняя глубина — 4,6 м, наибольшая глубина (10,7 м) достигается в центральной части озера, второе самое глубокое место (9 м) находится в южной части, третье (8,8 м) — около берега на северо-востоке. Площадь водосборного бассейна составляет 1,6 км². Озёрная котловина подковообразной формы, подразделяется тремя полуостровами на три части. Дно ровное, песочное. Берега пологие, сильно изрезаны заливами.
Сообщается с рекой Лиса (правый приток Риебы) через водоток, вытекающий с западной стороны центральной части озера. В конце 1950-х годов, для предотвращения поступления загрязнённых вод, была засыпана, впадавшая с северо-восточной стороны, протока из озера Лаздонас.
В озере водятся: лещ, окунь, щука, линь, плотва, красноперка. Запущен сазан. Встречаются раки.